# بوبان ماریانوویچ

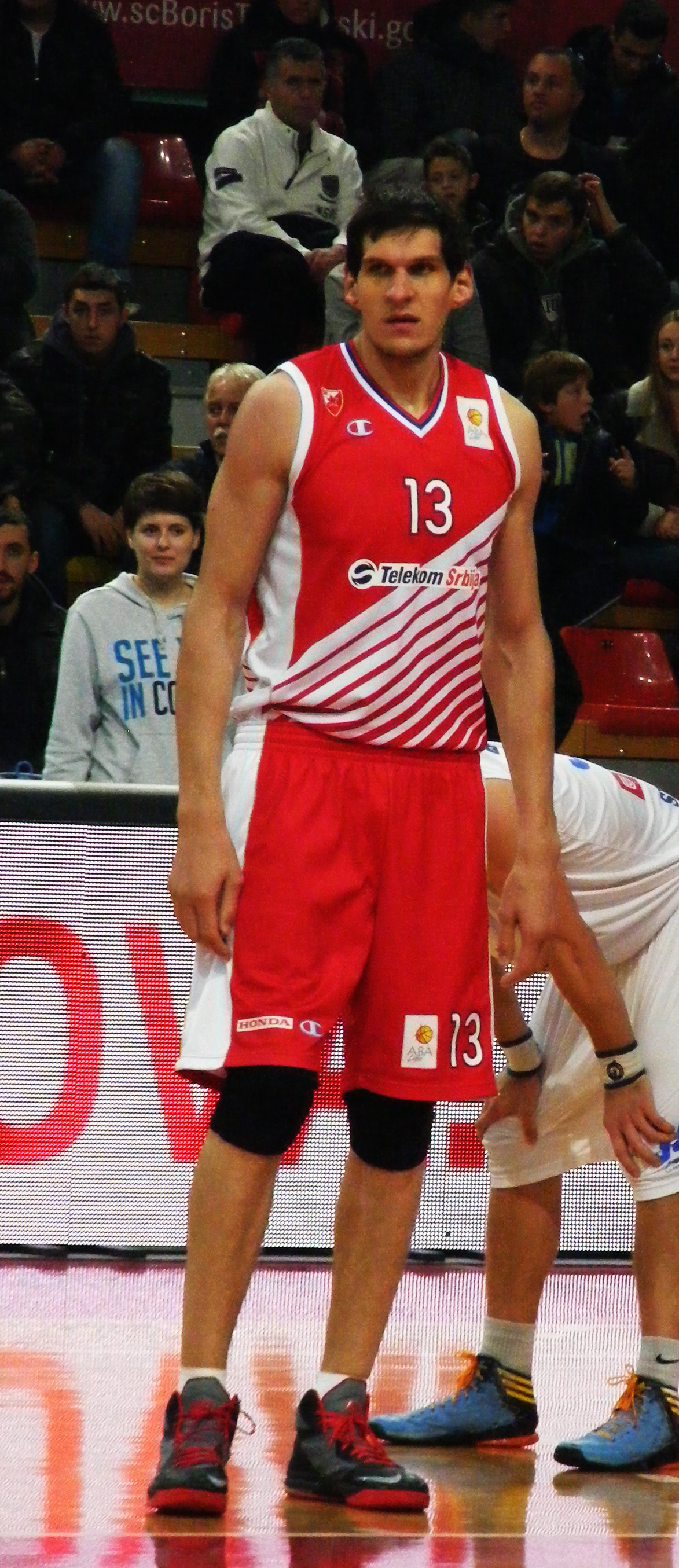

بوبان ماریانوویچ (به صربی: Boban Marjanović) زاده ۱۹۸۸ در زایچار بازیکن ملی پوش و حرفه‌ای تیم ملی بسکتبال صربستان است.
این سنتر با ۲٫۲۲ متر قد اکنون در تیم دالاس ماوریکس بازی می‌کند.